# 达里亚博依乡
达里亚博依乡，是中华人民共和国新疆维吾尔自治区和田地區于田县下辖的一个乡镇级行政单位。

## 行政区划
达里亚博依乡下辖以下地区：
达里亚博依虚拟村。(达里雅布依村)